# Иприт
Ипрѝт (или горчичен газ) е химично съединение с формула S(CH2CH2Cl)2. Той е бойно отровно вещество с кожно-обривно действие.

## История
Открит е от британския учен Фредерик Гътри (Frederick Guthrie) през 1860 г. За първи път ипритът е използван от Германия на 12 юли 1917 г. против англо-френските войски близо до град Ипр (оттук идва и неговото наименование). Използва се и по време на Втората италианско-етиопска война 1935 – 1936 г. По време на Втората световна война е използван само веднъж от поляците.

## Свойства
Ипритът е безцветна течност с температура на топене 14,5 °C и температура на кипене 217 °C (протича с известно разлагане), плътност 1,28 g/cm3. Лесно разтворим в органични течности и трудно разтворим във вода (0,5 g/l). Техническият иприт е тъмнокафява, почти черна течност с неприятен мирис. Бавно хидролизира с водата, като скоростта рязко се увеличава в присъствието на основи, при нагряване и размесване. Реагира интензивно с хлориращи и оксидиращи агенти, като при това се получават нетоксични продукти. Това се използва при дегазацията на иприт. Със солите на тежките метали образува оцветени комплекси, като това е аналитичен метод за откриване на иприта.

## Получаване
Ипритът се получава по два метода:
1. От етилен CH2 = CH2 и серни хлориди, например S2Cl2 или SCl2
2. От тиодигликол S(CH2CH2OH)2 и солна киселина HCl.

## Поразяващо действие
Ипритът въздейства на организма на човека по няколко начина:
- разрушава междуклетъчните мембрани
- нарушава обмяната на въглеводородите
- въздействие върху ДНК и РНК

Ипритът притежава поразяващо действие при всички пътища на проникване в организма. Поразява лигавиците на очите, носоглътката и горните дихателни пътища дори и в незначителни концентрации. При по-високи концентрации освен локалните поражения протича и общо отравяне на организма. Има скрит (латентен) период на действие от 2 – 8 часа и е с кумулативен ефект.
В началния момент на контакт на иприта с кожата липсва раздразнение и болка. Поразените с иприт места са предразположени към инфекция. Поразяването на кожата започва със зачервяване, което се проявява 2 – 6 часа след въздействието. След едно денонощие на мястото на зачервяването се образуват малки мехури, пълни с жълта прозрачна течност. След 2 – 3 дни мехурите се пукат и се образуват трудно зарастващи (до 20 – 30 дни) рани. Ако раните се инфектират, зарастването става чак след 2 – 3 месеца.
При вдишване на пари или аерозоли на иприт първите признаци на поражение се проявяват след няколко часа под формата на сухост, загряване в носоглътката, след това настъпва силен оток, съпроводен с отделяне на гнойни секрети. В тежки случаи се развива възпаление на белите дробове и смъртта настъпва след 3 – 4 дни от задушаване. Особено чувствителни на действието на иприта са очите. При въздействие на парите му в очите се появява усещане за „пясък“, сълзотечение, дразнене от светлина, след това очите се зачервяват и отичат, като това е съпроводено с обилно отделяне на гной. Попадането на капчици иприт в окото могат да доведат до слепота. При поглъщане на иприт и попадане в стомашно-чревния тракт след 30 – 60 минути се появяват остри болки в стомаха, слюнотечение, повръщане.
Основното бойно състояние на иприта е капково или аерозолно. Способен е да създава опасни концентрации на пари за сметка на изпарението си от заразени местности. В бойни условия може да се използва с помощта на артилерия, авиационни бомби и др. Дълбочината на разпространение на парите му е 1 – 20 км за открити участъци. Ефектът от „заразяване“ на дадена местност през лятото може да трае до 2 денонощия, а през зимата до 2 – 3 седмици. Водоеми, които не се оттичат, могат да останат токсични в продължение на 2 – 3 месеца. Техниката, напръскана с иприт, представлява опасност за незащитени с лични предпазни средства хора.
Минималната доза, предизвикваща кожни обриви, е 0,1 mg/cm2. Леки поражения на очите настъпват при концентрация 1 mg/m3. Смъртоносната доза за кожно въздействие е 70 mg/kg. Смъртоносната доза при вдишване в течение на 1,5 часа е 15 mg/m3.

## Първа помощ
Антидот при отравяне с иприт няма. При попадане върху кожата е необходима незабавна дегазация с помощта на индивидуален противохимичен пакет. Очите и гърлото обилно се измиват с вода и се прави гаргара с 2% разтвор на натриев бикарбонат. При поглъщане трябва да се предизвика повръщане и след това се дава активен въглен. Рани, образувани от попадане на иприт по кожата, трябва да се почистят с калиев перманганат (KMnO4)

## Защитни средства
За защита на дихателните органи се използва противогаз, а за защита на кожата – специално защитно облекло.